# Haulbowline
Haulbowline (en irlandais : Inis Sionnach) est une île située dans Cork Harbour sur la côte sud de l'Irlande

## Étymologie
Le nom de l’île pourrait dériver du vieux norrois ál-boling ou aussi eel dwelling (endroit où l’on trouve des congres). Aux XVIIe et XVIIIe siècles, le nom se termine en « -ing ».
Une autre explication de l’étymologie est l’expression nautique Haul the Bow Line. Quand les navires entraient dans des eaux peu profondes, un homme devait se positionner à la proue du navire pour sonder la profondeur du fond. Il utilisait une corde lestée et faisait régulièrement des sondages.

## Histoire
Située à un emplacement stratégique de la baie et dans une zone d’eau peu profonde, l’île est depuis très longtemps utilisée comme base militaire. L’île est fortifiée dès 1602 pour être une base de l’armée britannique. Un peu plus tard l’armée transfère ses troupes sur Spike Island et les fortifications sont confiées à la marine britannique. La Navy installe alors un grand arsenal sur l’île et  un chantier naval est construit lors des guerres napoléoniennes.
En 1923 le chantier naval est transféré sous la souveraineté de l’État libre d'Irlande.
L'île d'Haulbowline accueille maintenant le quartier général de la marine irlandaise.
Le 11 mars 2008, un des magasins historiques datant du XIXe siècle est détruit par un incendie accidentel.